# Саїд Намакі
Саїд Намакі (перс. سعید نمکی, 14 червня 1958, Тегеран) — іранський політик, фармацевт та імунолог. Він є доцентом кафедри імунології в медичному університеті імені Шахіда Бехешті в Тегерані. Він обіймав посаду міністра охорони здоров'я та медичної освіти Ірану з 3 січня 2019 року по 25 серпня 2021 року, змінивши Хасана Газізаде Хашемі. Раніше він працював віце-президентом Планово-бюджетної організації Ісламської Республіки Іран.

## Пандемія COVID-19
Під час епідемії COVID-19 в Ірані Саїд Намакі провів спеціальний виступ у парламенті 25 лютого 2020 року, на якому був присутній парламентарій Ахмад Амірабаді Фарахані, який днем раніше заявив, що статистика смертності від COVID-19 міністерства охорони здоров'я Ірану була значною. занижена: зареєстровано 50 смертей лише в Кумі, а не офіційна кількість смертей у 12 у всьому Ірані. Персонал, який вимірював температуру тіла перед зустріччю, попросив Амірабаді Фарахані та двох інших членів парламенту покинути засідання, та піти на карантин. Усі троє відхилили прохання, та взяли участь у зустрічі з Саїдом Намакі.
У лютому 2020 року в соціальних мережах був опублікований лист про відставку Саїда Намакі, який згодом був видалений.